# Eleição municipal de Jundiaí em 2000
As eleições municipais em Jundiaí aconteceram em 2000  como parte das eleições nos 26 estados brasileiros. A eleição ocorreu em turno único, sendo em 1 de outubro. Ao final foram eleitos o prefeito, o vice-prefeito e 21 vereadores.

## Candidatos
No primeiro turno, quatro candidatos disputaram o poder executivo da cidade: Íbis Cruz pelo PFL, Pedro Bigardi (PT), Sara Ferreira da Cunha pelo PV, e Miguel Haddad pelo PSDB, disputando sua reeleição.
|  | Nº | Candidato(a) a prefeito | Partido | Candidato(a) a vice-prefeito                | Coligação                                                                          |
|  | -- | ----------------------- | ------- | ------------------------------------------- | ---------------------------------------------------------------------------------- |
|  | 13 | Pedro Bigardi           | PT      | Gerson Sartori (PT)                         | Partido Não Coligado PT                                                            |
|  | 25 | Ibis Cruz               | PFL     | Alvaro Carlos Terrell Fernandes Costa (PFL) | Partido Não Coligado PFL                                                           |
|  | 43 | Sara Ferreira da Cunha  | PV      | Irvando Luiz Ferreira da Silva (PHS)        | "Jundiaí em renovação" PV, PDT , PHS                                               |
|  | 45 | Miguel Haddad           | PSDB    | Antônio Carlos de Castro Siqueira (PSDB)    | "Jundiaí em primeiro lugar" PSDB, PSB, PPS, PL, PSC, PSL, PSD, PMDB, PTB, PPB, PGT |

## Resultados do Primeiro Turno

### Prefeito
Resultado das eleições para prefeito de Jundiaí. 100,00% apurado.
| Candidato(a)                | Vice                                        | 1º Turno 1 de outubro de 2000 | 1º Turno 1 de outubro de 2000 |
| Candidato(a)                | Vice                                        | Votação                       | Votação                       |
| Porcentagem                 | Total                                       | Porcentagem                   | Total                         |
| --------------------------- | ------------------------------------------- | ----------------------------- | ----------------------------- |
| Miguel Haddad (PSDB)        | Antônio Carlos de Castro Siqueira (PSDB)    | 57,548%                       | 100.254                       |
| Pedro Bigardi (PT)          | Gerson Sartori (PT)                         | 38,743%                       | 67.479                        |
| Ibis Cruz (PTN)             | Alvaro Carlos Terrell Fernandes Costa (PFL) | 2,674%                        | 4.658                         |
| Sara Ferreira da Cunha (PV) | Irvando Luiz Ferreira da Silva (PHS)        | 1,044%                        | 1.819                         |
| Total de votos válidos      | Total de votos válidos                      |                               | 174.210                       |

### Vereador
Resultado das eleições para vereador de Jundiaí. 100,00% apurado.
| Candidato                       | Partido | Número | Votos |
| ------------------------------- | ------- | ------ | ----- |
| José Aparecido dos Santos       | PSD     | 41645  | 1.558 |
| Oraci Gotardo                   | PSDB    | 45699  | 2.328 |
| Silvana Cássia Ribeiro Baptista | PSB     | 40640  | 2.351 |
| Felisberto Negri Neto           | PP      | 11611  | 2.481 |
| Julio Cesar de Oliveira         | PSDB    | 45660  | 2.244 |
| Durval Orlato                   | PT      | 13610  | 2.514 |
| Francisco de Assis Poço         | PSDB    | 45628  | 2.755 |
| Ivan Perini                     | PFL     | 25678  | 1.648 |
| José Antonio Kachan             | PSB     | 40666  | 3.510 |
| José Aparecido Marcussi         | PPS     | 23623  | 1.890 |
| José Carlos Dias                | PSB     | 40620  | 3.345 |
| Mauro Marcial Menuchi           | PT      | 13666  | 5.450 |
| Neizy Martins de Oliveira       | PT      | 13620  | 2.432 |
| Silvio Ermani                   | PPS     | 23626  | 1.886 |
| Ana Vicente Tonelli             | PSDB    | 45645  | 3.191 |
| Antonio Carlos Pereira Neto     | PP      | 11605  | 3.440 |
| Antonio Galdino                 | PT      | 13633  | 2.719 |
| Cláudio Ernani                  | PSB     | 40655  | 3.443 |
| João da Rocha Santos            | PL      | 22622  | 781   |
| João Fernando Chaves Rodrigues  | PP      | 11633  | 4.102 |
| Sergio Dutra                    | PT      | 13630  | 2.109 |